# رحاب الوليد
رحاب الوليد (مواليد 14 يونيو 1998) هي رامية سهام تونسية. في عام 2019، فازت بالميدالية الفضية في حدث الرماية بالنبال للسيدات في دورة الألعاب الأفريقية 2019 التي أقيمت في الرباط في المغرب. شاركت في الحدث الفردي للسيدات في دورة الألعاب الأولمبية الصيفية 2020.